# شاهزاده آریسوگاوا تاروهیتو

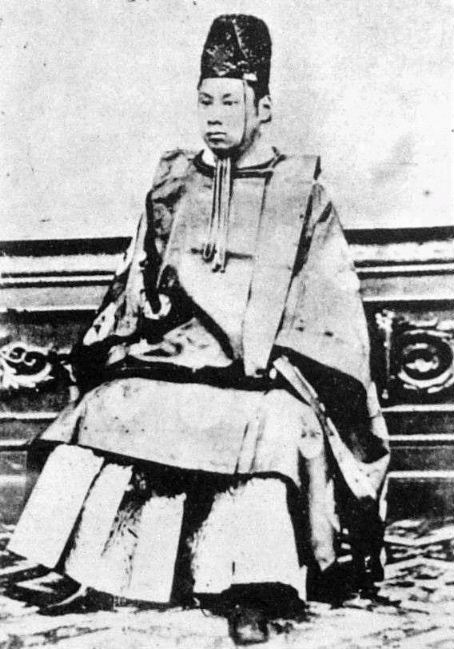

شاهزاده آریسوگاوا تاروهیتو (به ژاپنی: 有栖川宮熾仁親王, Arisugawa-no-miya Taruhito-Shinnō)؛ زاده ۱۷ مارس ۱۸۳۵ درگذشته ۱۵ ژانویهٔ ۱۸۹۵) یک فرد نظامی اهل ژاپن بود.
شاهزاده آریسوگاوا در سال ۱۸۵۱ در سن ۱۷ سالگی، با شاهدخت چیکاکو، شاهدخت کازو که در آن زمان ۵ سال داشت، دختر هشتم امپراتور نینکو و خواهر کوچکتر امپراتور کومی نامزد شد. اما این نامزدی در سال ۱۸۶۰ توسط شوگون‌سالاری توکوگاوا متوقف شد تا شاهزاده خانم بتواند با شوگون چهاردهم توکوگاوا ایه‌موچی ازدواج کند. این ازدواج سیاسی به هدف پیوند میان شوگون‌سالاری و دربار ژاپن صورت می‌گرفت. از دوران میجی، لغو نامزدی وی با شاهدخت کازو در رمان‌های کوچک و بزرگی اقتباس شده و به عنوان «داستان عشقی غم‌انگیز» در میان عوام پخش شده و افسانه‌های بسیاری را خلق کرده است.
در سال ۱۸۶۷ امپراتور میجی شاهزاده آریسوگاوا را به عنوان «سوسای» sōsai (عنوانی معادل وزیر ارشد) منصوب کرد و وی را به فرماندهی ارتش امپراتوری اعزام شده برای جنگ با آخرین پارتیزان‌های شوگون‌سالاری توکوگاوا در جنگ بوشین منصوب کرد. از ۱۸۶۸–۱۸۶۹. او در نبرد توبا-فوشیمی جنگید و بعداً در ۳ مه، ۱۸۶۷ از توکایدو (جاده) عبور کرد تا قلعه ادو را که تسلیم شده بود از نامزد سابق خود شاهزاده خانم چیکاکو، شاهدخت کازو تحویل بگیرد. شاهزاده آریسوگاوا بعداً ارتش دولت مرکزی را علیه نیروهای سایگو تاکاموری در شورش ساتسوما در سال ۱۸۷۸ هدایت کرد.

## شورش دروازه‌های ممنوعه
در سال ۱۸۶۴ میلادی در دربار امپراتوری، بین تندروهایی که خواهان اخراج نیروهای قلمرو چوشو و مماشات با این قلمرو بودند، درگیری وجود داشت و در شب هجدهم ماه اوت، شاهزاده آریسوگاوا تاکاهیتو و شاهزاده تاروهیتو به همراه ناکایاما تادایاسو ناگهان وارد دربار امپراتوری شدند و خواستار ورود نیروهای چوشو به کیوتو و اخراج ماتسودایرا کاتاموری از قلمرو آیزو شدند. توکوگاوا یوشینوبو، فرمانده کل گارد امپراتوری ja:禁裏御守衛総督، از سربازان چوشو خواست که آنجا را ترک کنند، اما امپراتور کومی، که پیوسته از خاندان آیزو حمایت می‌کرد، بارها به او دستور داد که نیروهای چوشو را نابود کند و در نهایت موضع سختگیرانه‌ای اتخاذ کرد. کوساکا گنزوی از قلمرو چوشو می‌خواست از دستور دربار امپراتوری برای ترک آنجا پیروی کند، اما توسط کیجیما ماتابی، ماکی یاسواومی و دیگران تحت فشار قرار گرفت تا رادیکال تر حرکت کند و مجبور شد ارتشی تشکیل دهد.
از ۱۸۸۹ تا ۱۸۹۵ شاهزاده به عنوان رئیس ستاد نیروی زمینی امپراتوری ژاپن خدمت می‌کرد. از هیچ‌یک از ازدواج‌های او فرزندی حاصل نشد.